# Johann Georg Burgmann
Johann Georg Burgmann, auch Jonas Georg B. (* vor 1647 in Greifswald; † nach 1672) war ein deutscher Jurist.

## Leben
Johann oder Jonas Georg Burgmann war der Sohn von Johann Burgmann und Sybilla Lange. Er wurde 1647 mit seinem Bruder Johann Joachim in Greifswald und 1659 in Rostock immatrikuliert. 1662 ging er nach Wittenberg zum Jurastudium. 1664 promovierte Burgmann in Greifswald.
1667 wurde Burgmann zum außerordentlichen Professor an der Juristischen Fakultät in Greifswald ernannt. Er heiratete die Professorentochter Christina Stypmann, mit der er fünf Kinder hatte.
Im Streit um das väterliche Erbe raubte Burgmann 1669 mit Waffengewalt eine Geldtruhe aus dem Haus seiner Mutter und wurde deshalb vom Konzil von seinem Amt suspendiert. Wahrscheinlich ging er daraufhin nach Mecklenburg. Jedenfalls erschien 1672 seine Schrift Princeps patiens in Rostock.
Über sein weiteres Leben ist nichts bekannt.